# 669 Kypria
669 Kypria este un asteroid din centura principală, descoperit pe 20 august 1908, de August Kopff.